# Fríské ostrovy
Fríské ostrovy (nizozemsky Waddeneilanden, německy Friesische Inseln, dánsky De Frisiske Øer) je pás ostrovů táhnoucí se paralelně k evropskému pobřeží od severního Nizozemska, přes Německo po jihozápad Dánska. Ostrovy jsou přirozenou bariérou mezi otevřeným Severním mořem a vnitřním wattovým mořem Waddenzee.
Ostrovy jsou písečné a jílovité, dosahují jen nízké výšky, celková morfologie území je velmi proměnlivá. Mořské proudy a bouřky dynamicky mění vzhled krajiny, když příležitostně ukrajují pevninu a na jiném místě naopak vznikne nový nános písčitého sedimentu.

## Dělení
Souostroví je rozděleno do tří skupin:
- Západofríské ostrovy: Texel, Vlieland, Terschelling, Ameland, Schiermonnikoog a další (všechny součást Nizozemska)
- Východofríské ostrovy: Borkum, Juist, Norderney, Baltrum, Langeoog, Spiekeroog, Wangerooge a další (všechny součást Německa)
- Severofríské ostrovy: Sylt, Föhr, Amrum, Pellworm (všechny německé) a Rømø, Mandø, Fanø (Dánsko)

Dalším možným způsobem dělení je příslušnost k jednotlivým státům.
- Nizozemsko
  - obydlené: Texel, Vlieland, Terschelling, Ameland a Schiermonnikoog
  - neobydlené: Noorderhaaks, Richel, Griend, Rif, Engelsmanplaat, Simonszand, Rottumerplaat a Rottumeroog
- Německo
  - obydlené: Borkum, Juist, Norderney, Baltrum, Langeoog, Spiekeroog, Wangerooge, Neuwerk, Pellworm, Nordstrand, Halligen, Amrum, Föhr a Sylt
  - neobydlené: Lütje Hörn, Kachelotplate, Memmert, Minsener-Oldoog, Alte Mellum, Grosser Knechtsand, Nigehörn, Scharhörn, Trischen, Süderoogsand, Norderoogsand, Japsand, Halligen, Habel, Südfall a Norderoog
- Dánsko
  - obydlené: Rømø, Mandø a Fanø
  - neobydlené: Langli a Koresand

## Fotogalerie

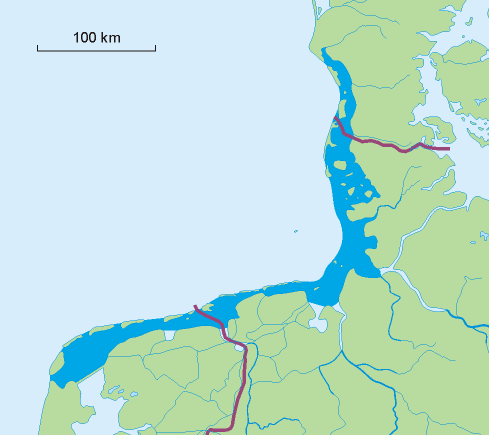
Waddenzee
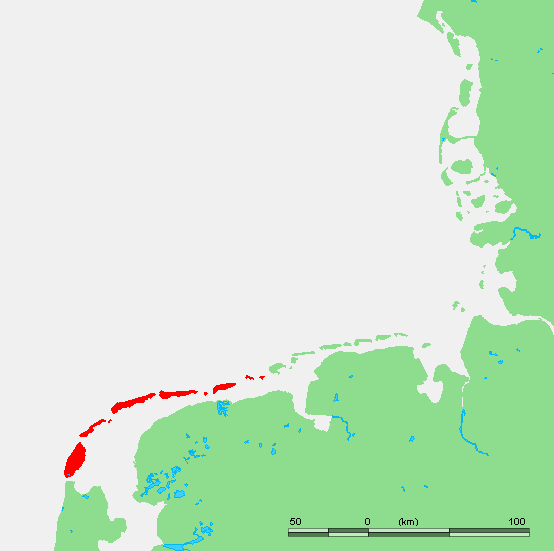
Západofríské ostrovy
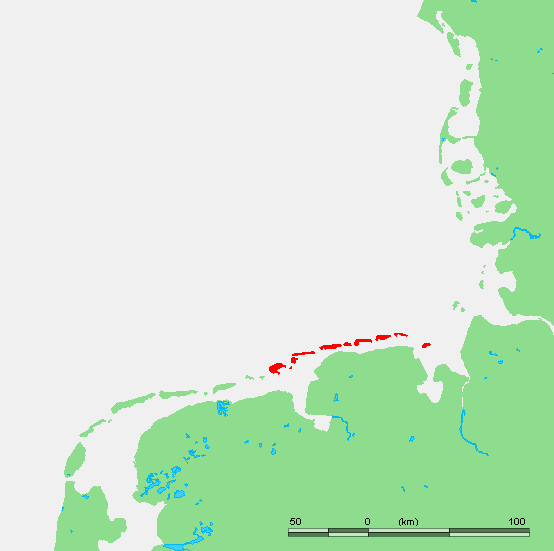
Východofríské ostrovy
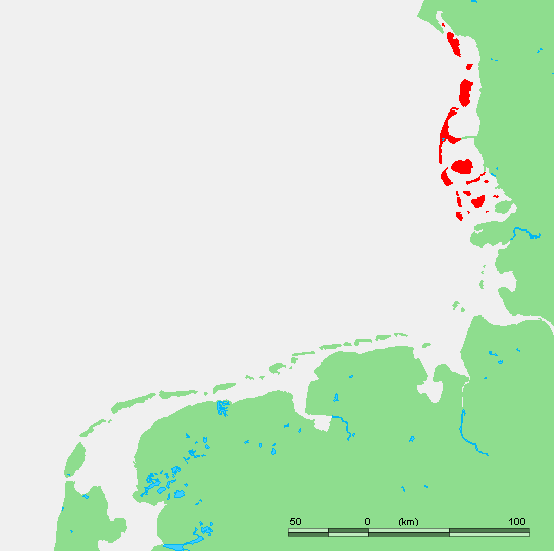
Severofríské ostrovy
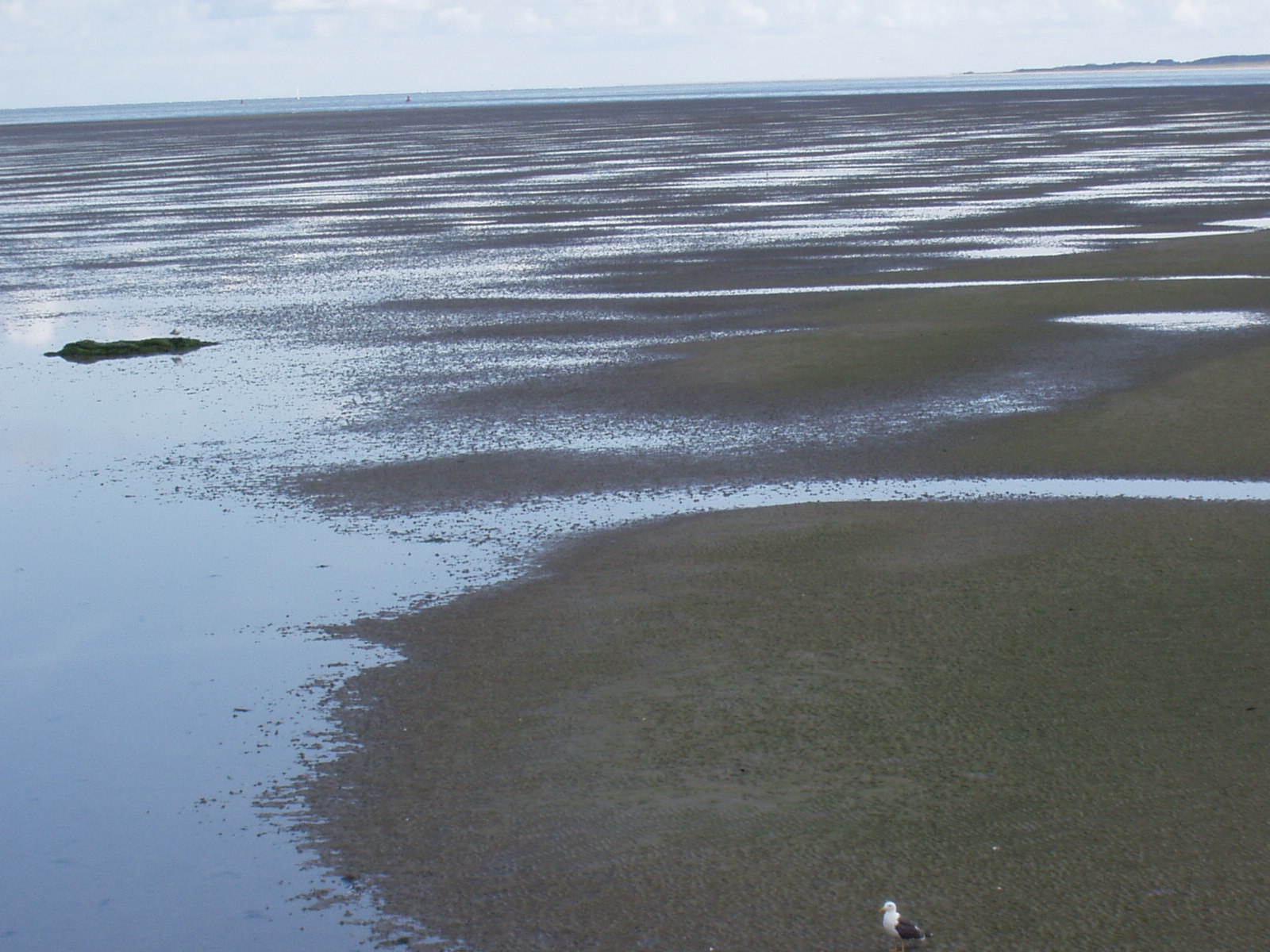
zdejší pobřeží
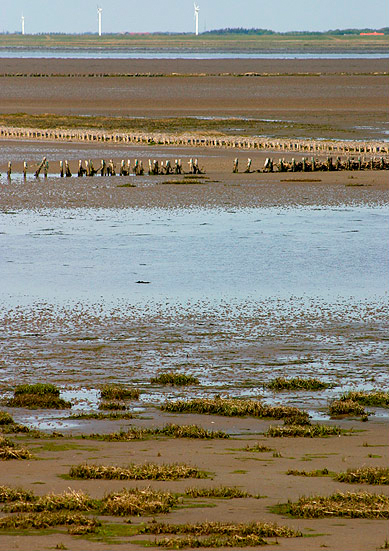
zdejší krajina